# Бабаески
Бабаески (на турски: Babaeski) е град в Източна Тракия, Турция, околийски център в област Лозенград (Къркларели).

## География
Градът се намира в центъра на източнотракийската равнина, на 25 километра южно от вилаетския център Лозенград (Къркларели).

## История
През 755 г. Константин V Копроним отблъсква българско нашествие и при преследването успява да погуби много българи. Изразено е предположението, че именно тогава крепостта Бурдидзо заради станалото била преименувана Булгарофигон, което означава „Българско бягство“. Крепостта е превзета закратко от Крум през 813 г. и по-късно от наследника му Маламир. Битката при Булгарофигон е голямо сражение между българи и византийци, разиграло се край града през лятото на 896 г.
В 19 век Бабаески е градче, център на кааза в Одринския вилает на Османската империя. Според „Етнография на вилаетите Адрианопол, Монастир и Салоника“, издадена в Константинопол в 1878 година и отразяваща статистиката на населението от 1873 година, Бабаески има 420 домакинства и 420 жители българи, 480 мюсюлмани и 650 гърци. Според статистиката на професор Любомир Милетич в 1912 година в града живеят 245 гръцки семейства.
При избухването на Балканската война в 1912 година двама души от Бабаески са доброволци в Македоно-одринското опълчение. По време на войната при Бабаески българската армия нанася тежко поражение на османските сили.
Гръцкото население на Бабаески се изселва след Гръцко-турската война (1919 – 1922).

## Личности
Родени в Бабаески
- Паскал Христов (1885 – ?), македоно-одрински опълченец, жител на Малък манастир, Първа рота на Пета одринска дружина[7]
- Петър Лазаров (1891 – ?), македоно-одрински опълченец, Трета рота на Дванадесета лозенградска дружина[8]

Починали в Бабаески
- Илия Стоянов (1882 – 1912), македоно-одрински опълченец, 4 рота на 1 дебърска дружина[9][10]